# (175450) Phillipklu
(175450) Phillipklu est un astéroïde de la ceinture principale.

## Description
(175450) Phillipklu est un astéroïde de la ceinture principale. Il fut découvert le 27 août 2006 à l'Observatoire de Lulin par Hong Qin Lin et Ye Quan-Zhi. Il présente une orbite caractérisée par un demi-grand axe de 2,48 UA, une excentricité de 0,08 et une inclinaison de 6,5° par rapport à l'écliptique.

## Compléments